# Anna Retulainen
Anna Retulainen (geb. 1969 in Orimattila) ist eine finnische Malerin.

## Werdegang
Anna Retulainen studierte an der Hochschule für Kunst und Design Helsinki (TAIK) und an der Schwedischen Hochschule für Kunst und Design (Konstfack). Sie ist seit 1995 als Malerin aktiv. Retulainen lebt und arbeitet in Helsinki und in Berlin.

## Stil
Ihr Stil ist expressiv und von einem reichhaltigen aber abgewägten Gebrauch von Farben gekennzeichnet. Ausgangspunkt ihrer Malerei sind oftmals Stillleben von Alltagsgegenständen, die sie abstrahiert. Die Dynamik ihrer Werke ist dabei in Regel von Musik inspiriert.

## Ausstellungen und Preise
Retulainen ist die erste Künstlerin, von der bereits zu Lebzeiten ein Werk für den finnischen Präsidentenpalast erworben wurde. 2018 erhielt sie den Preis der finnischen Kulturstiftung. Sie war 1999 und 2014 für den Carnegie Art Award nominiert und erhielt 2005 als erste den William Thuring Hauptpreis der Finnischen Kunstgesellschaft.
Ihre Werke waren unter anderem in Berlin (2014) und Leipzig (Kunstkraftwerk 2016) zu sehen. Sie wurden in finnischen Museen ausgestellt und gehören zur permanenten Sammlung des Finnischen Museums für Moderne Kunst (Kiasma).